# Phostria persiusalis
Phostria persiusalis là một loài bướm đêm trong họ Crambidae.